# Flotsam and Jetsam
Flotsam and Jetsam este o formație thrash metal, fondată în Phoenix, Arizona în 1981. Fostul basist al formației Metallica, Jason Newsted, a fost membru al formației.

## Membrii formației
Membri actuali
- Kelly David-Smith — baterie (1981–1997, 2011–prezent)
- Eric A. 'A.K.' Knutson — vocal (1983–2001, 2002–prezent)
- Edward Carlson – chitară (1983–2010, 2010–2013–prezent)
- Michael Gilbert — chitară (1984–1999, 2010–prezent)
- Michael Spencer — bas (1986–1987, 2013–prezent)

Foști membri
- Mark Vazquez — chitară (1981–1984)
- Kevin Horton — chitară (1981–1983)
- Jason Newsted — bas (1982–1986)
- Phil Rind — bas (1986)
- Troy Gregory — bas (1987–1991)
- Jason Ward — bas (1991–2012)
- Craig Nielsen — baterie (1997–2011)
- Mark Simpson — chitară (1997–2010)

Membri de turnee
- James Rivera — vocal (2001)
- Steve Conley — chitară (2013–prezent)

## Discografie

### Albume
- Doomsday for the Deceiver (1986, Metal Blade)
- No Place for Disgrace (1988, Elektra Records)
- When the Storm Comes Down (1990, MCA Records)
- Cuatro (1992, MCA Records)
- Drift (1995, MCA Records)
- High (1997, Metal Blade)
- Unnatural Selection (1999, Metal Blade)
- My God (2001, Metal Blade)
- Dreams of Death (2005, Crash Music)
- The Cold (2010)
- Ugly Noise (2012)[6]
- No Place For Disgrace 2014 (Feb 14th, 2014)
- Flotsam and Jetsam (2016)
- The End of Chaos (2019)

### Single-uri/EP-uri
- Flotzilla (1987)
- Saturday Night's Alright For Fighting (1988)
- Suffer The Masses (1990)
- The Master Sleeps (1990)
- Selections from CUATRO (1992)
- Never To Reveal (1992)
- Swatting At Flies (1992)
- Wading Through The Darkness (1992)
- Cradle Me Now (1992)
- Smoked Out (1995)
- Blindside (1995)
- Destructive Signs (1995)
- Life, Love, Death (2019)

### DVD-uri
- Live in Phoenix (2004)
- Live in Japan (2006)
- Once in a Deathtime (2008)